# Малла (династия)
Малла — неварская династия, правившая в Непале с XIII по XVIII века.
Короли Малла активно развивали культуру, искусство, архитектуру, градостроительство, торговлю. Процветал неварский буддизм.
Род Малла владел мелкими независимыми городами-государствами в долине Катманду, которые старались перещеголять друг друга в красоте и роскоши.
В разное время города-государства объединялись и дробились. Наиболее значимы были три царства — Катманду, Патан и Бхактапур. Хорошо известны также Панаути и Киртипур.
Государства династии Малла были завоёваны в конце XVIII века правителем гуркхов Притвинараян Шахом, после чего неварская культура пришла в упадок.

## Махараджидхи раджи Непала
- Арималладэва 1201—1216
- Ранасура, сын Арималладэвы, 1216—1223
- Абхаямалла, сын Арималладэвы, 1216—1233
- Джаядэвамалла, сын Абхаямаллы, 1235—1258
- Джаябхимадэва 1256—1271
- Джаясимхамалла 1271—1274
- Анантамалла 1274—1310
- Джаядитьядэва, сын Джаябхимадэвы, 1280—1293
- Джаянандадэва, сын Джаябхимадэвы, 1310—1347
- Джаярудрамалла 1311—1326
- Джаярималла, сын Анантамаллы, 1320—1344
- Наякадэви, дочь Джаярудрамаллы, 1326—1347
- Харичандра 1326—1355
- Гопала 1335—1341
- Джагатсимха 1341—1347
- Раджалладэви, дочь Джагатсимхи, 1347—1385
- Джаяраджадэва 1347—1361
- Джаярджунамалла 1361—1382

## Раджи Тирхута
- Джагатсимха —1341